# مارتن كوسليك
مارتن كوسليك، من مواليد 24 مارس 1904م، وتوفي بتاريخ 15 يناير 1994م، وعمره ناهز 89 عاماً، وهو ممثل سينمائي أمريكي-ألماني، شارك في عدة أفلام، ومنها فيلم اعترافات جاسوس نازي.